# Біологічна продуктивність
Біологі́чна продукти́вність, екологічне та загальнобіологічне поняття, що означає відтворення  біомаси  рослин,  мікроорганізмів і  тварин, що входять до складу  екосистеми; в більш вузькому сенсі — відтворення диких тварин і рослин, що використовуються людиною. «Б. п.» реалізується в кожному окремому випадку через відтворення видових популяцій рослин і тварин, яке відбувається з певною швидкістю, що може бути виражене певною величиною —  продукцією за рік (або в іншу одиницю часу) на одиницю площі (для наземних і донних водних організмів) або на одиницю об'єму (для організмів, що мешкають у товщі води і в ґрунті). Продукція певної видової популяції може бути віднесена також до її  чисельності або біомаси.
«Б. п.» різних наземних та водних екосистем проявляється в багатьох формах. Відповідно різноманітні і використовуються людиною продукти, що відтворюються в природних спільнотах (наприклад, деревина, риба, хутро та багато ін.). Людина зазвичай зацікавлена у підвищенні «Б. п.» екосистем, тому що це збільшує можливості використання біологічних ресурсів природи. Однак у ряді випадків висока «Б. п.» може призводити до шкідливих наслідків (наприклад, надмірний розвиток в високопродуктивних водах фітопланктону певного видового складу — синьо-зелених водоростей у прісних водах, токсичних видів перидіней — в морях).
Поняття «Б. п.» в багатьох відносинах аналогічне поняттю родючість ґрунту, але за змістом та обсягом ширше останнього, тому що може бути віднесене до будь-якого біогеоценозу, або екосистеми. Зрідка термін «Б. п.» застосовується по відношенню до культурних спільнот (див. агробіоценозів, агрофітоценозів), продуктивність яких у великій мірі — результат програми суспільної праці. Однак і природні наземні і водні екосистеми перебувають під прямим або непрямим впливом людини. Тому з ростом чисельності та науково-технічної озброєності людства «Б. п.» все різноманітніших екосистем відображає не тільки їх вихідні природно-історичні особливості, але і результат впливів людини.
Загальною та адекватною мірою «Б. п.» служить продукція, але не біомаса спільноти або її компонентів. Біомаса окремих видів або всього населення в цілому може служити для оцінки продукції і продуктивності тільки при порівнянні екосистем однакових або схожих за структурою і видовим складом, але зовсім непридатна як загальної міри «Б. п.» Наприклад, в результаті високої інтенсивності фотосинтезу одноклітинних водоростей планктону в найпродуктивніших ділянках океану за рік синтезується на одиницю площі приблизно стільки ж органічних речовин, скільки і в високопродуктивних лісах, хоча їх біомаса в сотні тисяч разів більша від біомаси фітопланктону.
Продукція кожної  популяції за певний час являє собою суму приростів всіх особин, що включає приріст утворень, які відокремилися від організмів, і приріст особин, усунених (елімінованих) з тих чи інших причин зі складу популяції за час, що розглядається. У граничному випадку, якщо немає елімінації і всі особини доживають до кінця досліджуваного періоду, продукція дорівнює приросту біомаси. Якщо ж початкова (B1) і кінцева (B2) біомаси рівні, то це означає, що приріст компенсований елімінацією, тобто за цієї умови продукція (Р) дорівнює елімінації (Е).
У загальному випадку
Іноді визначену таким чином продукцію називають « чистою продукцією», протиставляючи їй «  валову продукцію», до якої включають не тільки прирости, а й витрати на енергетичний обмін. Терміни «чиста» і «валова продукція» закріпилися по відношенню до рослин. Щодо тварин, то «валова продукція» являє собою засвоєну їжу, або «асиміляцію», а термін «продукція» вживається в значенні чистої продукції.
Продукцію  автотрофних організмів, здатних до  фото- або хемосинтезу, називають  первинною продукцією, а самі організми —  продуцентами. Основна роль у створенні первинної продукції належить зеленим рослинам, вищим — на суші, нижчим — у водному середовищі. Продукцію  гетеротрофних організмів зазвичай відносять до  вторинної продукції, а самі організми називають  консументами. Всі види вторинної продукції виникають на основі утилізації речовини та енергії первинної продукції; при цьому енергія, на відміну від речовини, багаторазово повертається в кругообіг, може бути використана для виконання роботи тільки один раз. Схематично складні трофічні зв'язки можна представити у вигляді « потоку енергії» через екосистему, тобто у вигляді ступеневого процесу утилізації енергії сонячної радіації та речовини первинної продукції. Перший трофічний рівень утилізації сонячної енергії складають фотосинтезуючі організми, що створюють первинну продукцію, другий — травоїдні тварини, що споживають продуцентів, третій — м'ясоїдні тварини, четвертий — хижаки другого порядку. Кожен наступний трофічний рівень споживає продукцію попереднього, причому частина енергії спожитої і асимільованої їжі йде на потреби енергетичного обміну і розсіюється. Тому продукція кожного наступного трофічного рівня менша від продукції попереднього (наприклад, вихід на основі однієї і тієї ж первинної продукції рослиноїдних тварин завжди більший, ніж хижаків, що живуть за їх рахунок). Часто при переході від нижчих трофічних рівнів до вищих знижується не тільки продукція, але і біомаса. Однак, на відміну від продукції, біомаса наступного рівня може бути і вищою від біомаси попереднього (наприклад, біомаса фітопланктону менша від сумарної біомаси всього тваринного населення океану, що живе за рахунок фітопланктону). Чільне місце в механізмі «Б. п.» займають гетеротрофні мікроорганізми, які утилізують мертву органічну речовину, що надходить з усіх трофічних рівнів, частково мінералізуючи її, частково перетворюючи в речовину мікробних тіл. Останні є важливим джерелом живлення для багатьох водних (фільтратори і детритофаги бентосу і планктону) і сухопутних (ґрунтова фауна) тварин.
За іншим принципом продукцію ділять на проміжну і кінцеву. До проміжної відносять продукцію, споживану іншими членами екосистеми, речовина якої знову повертається в здійснюваний в її межах кругообіг; до кінцевої — продукцію, яка в тій чи іншій формі відчужується від екосистеми, тобто виходить за її межі. До кінцевої продукції належать види продукції, які використовуються людиною і які можуть належати до будь-яких трофічних рівнів, включаючи перший, зайнятий рослинами.
Зростаючі потреби і зростаюча технічна міць людства швидко збільшують можливості його впливу на живу природу. Виникає необхідність управління екосистемами. Всі засоби впливу на «Б. п.» екосистем та управління нею спрямовані або на підвищення корисної первинної продукції (різні форми добрив, меліорації, регулювання чисельності та складу споживачів первинної продукції тощо), або на підвищення ефективності утилізації первинної продукції на наступних трофічних рівнях в потрібному для людини напрямі. Це вимагає доброго знання видового складу і структури екосистем та екології окремих видів. Найбільші перспективи мають такі форми господарської експлуатації живої природи та управління нею, які базуються на знанні особливостей місцевих екосистем і характерних для них форм «Б. п.»
Згідно з Ю. Одумом (1959), значення первинної продукції для різних типів біогеоценозів наступні:
1. Дуже низька продуктивність притаманна океанічним глибинам і пустелям (0,1 г/м² в день). Хоча обмежувальні фактори двох середовищ зовсім різні (в океанах — поживні речовини, в пустелях — вода), як різні і продукуючі організми (водорості — в океанах). Глибини океанів і аридні території по продуктивності можна розглядати як пустелі.
2. Схожою низькою продуктивністю (0,5-3 г/м² в день) характеризуються трав'яні формації, морські літоралі і погано культивовані землі.
3. Продуктивністю від 10 до 20 г/м² в день мають вологі ліси, землі з інтенсивним сільськогосподарським використанням, алювіальні формації, естуарії та коралові рифи. Максимально можлива продуктивність екосистеми, мабуть, не може перевищувати 25 г/м² в день.